# Сады и парки Перми

Сады и парки Перми входят в состав, так называемого, городского зелёного фонда, который включает в себя городские леса и объекты озеленения различного назначения. Размер зелёного фонда Перми составляет 56,7 % от площади города. Площадь зелёных насаждений Перми категории общего пользования, к которой относятся сады, парки, скверы и бульвары, составляет 751 га (оценка 2000 года).
В статье приводится список садов, парков, а также именных скверов Перми. Полный перечень объектов озеленения общего пользования регулируется постановлениями администрации города Перми и приведён на её сайте.

## Дзержинский район
| Наименование объекта                                                  | Место расположения                                                                                      | Площадь, м² |
| --------------------------------------------------------------------- | --- | ----------- |
| Парк культуры и отдыха «Балатово» (Балатовский парк, Черняевский лес) | от шоссе Космонавтов до ул. Подлесной                                                                   | 166 097     |
| Сквер им. Олега Новоселова (пермский музыкант и общественный деятель) | ул. Хохрякова между ул. Окулова и ул. Петропавловской                                                   | 15 795      |
| Сквер имени Дзержинского                                              | угол ул. Ленина и ул. Екатерининской                                                                    | 11 765      |
| Сад им. 250-летия города Перми (Парк камней)                          | между ул. Ленина и ул. Окулова до трамвайных путей угол ул. Окулова и ул. Петропавловской до ул. Ленина | 56 732      |

## Индустриальный район
| Наименование объекта       | Место расположения                                 | Площадь, м² |
| -------------------------- | -------------------------------------------------- | ----------- |
| Парк у Андроновских прудов | ул. Архитектора Свиязева - лесной массив           | 151 949     |
| Сад им. Миндовского        | ул. Мира между ул. Советской Армии и ул. Снайперов | 93 667      |

## Кировский район
| Наименование объекта                     | Место расположения                                                       | Площадь, м² |
| ---------------------------------------- | ------------------------------------------------------------------------ | ----------- |
| Парк культуры и отдыха Кировского района | внутри квартала между ул. Маршала Рыбалко, ул. Сысольской и ул. Липатова | 471 220     |

## Ленинский район
| Наименование объекта                                  | Место расположения | Площадь, м² |
| ----------------------------------------------------- | --- | ----------- |
| Театральный сад                                       | внутри квартала между ул. Ленина, ул. Сибирской и ул. 25-го Октября                                                    | 31 830      |
| Сад им. Н.В.Гоголя                                    | ул. Окулова между ул. Попова и ул. Свердловской                                                                        | 13 147      |
| Сад Декабристов                                       | между ул. Клименко, ул. Луначарского, ул. Николая Островского и ул. Луначарского 2-й                                   | 13 435      |
| Сквер им. Решетникова                                 | ул. Монастырская от ул. Сибирской до ул. Максима Горького                                                              | 6076        |
| Сад им. Любимова (сад им. С.М.Кирова)                 | угол ул. 25-го Октября и ул. Луначарского (четная сторона)угол ул. 25-го Октября и ул. Луначарского (нечетная сторона) | 12 018      |
| Сквер Уральских добровольцев                          | ул. Куйбышева между ул. Петропавловской и ул. Советской                                                                | 12 947      |
| Сквер «Сказки Пушкина»                                | за зданием по ул. Сибирской, 20                                                                                        | 2722        |
| Сквер купцов Грибушиных                               | пересечение ул. Ленина и ул. Максима Горького                                                                          | 2572        |
| Сквер им. Мамина-Сибиряка (сквер на Соборной площади) | Комсомольский проспект между ул. Окулова и ул. Монастырской                                                            | 5398        |
| Эспланада                                             | между ул. Ленина, ул. Крисанова, ул. Петропавловской и зданием Законодательного собрания Пермского края                | 137 978     |
| Сквер «Аллея Памяти» по ул. Екатерининской            | вдоль зданий по ул. Екатерининской, 162, 166                                                                           | 3071        |
| Сквер им. Татищева (сквер Разгуляйский)               | ул. Ленина от ул. Клименко до ул. Суксунской                                                                           | 6825        |
| Сквер им. Парижских коммунаров                        | ул. Матросова от ул. Окулова до ул. Монастырской                                                                       | 2953        |

## Мотовилихинский район
| Наименование объекта            | Место расположения                                                       | Площадь, м² |
| ------------------------------- | ------------------------------------------------------------------------ | ----------- |
| Сад им. Свердлова (Райский сад) | угол ул. Соликамской и ул. 1905 года                                     | 19 293      |
| Сад на Северной дамбе           | ул. Уральская от путепровода до ул. Крупской и откос на нечетной стороне | 22 202      |
| Сквер им. Розалии Землячки      | ул. Розалии Землячки между ул. Уральской и ул. Лебедева                  | 26 670      |
| Сквер им. Борцов Революции      | в створе ул. Труда и ул. Огородникова                                    | 7169        |
| Сквер журналистов               | ул. Уинская между ул. Пушкарской и ул. Юрша (четная сторона)             | 12 700      |
| Сквер им. Ю.А.Гагарина          | на пересечении бульвара Гагарина и ул. Старцева                          | 4219        |

## Орджоникидзевский район
| Наименование объекта                  | Место расположения | Площадь, м² |
| ------------------------------------- | --- | ----------- |
| Парк культуры и отдыха им. А.П.Чехова | между ул. Писарева, ул. Репина, ул. Гайвинской и ул. Мелитопольской                                                        | 79 502      |
| Сквер «Пионерский»                    | ул. Маршала Толбухина между ул. Писарева и ул. Никитина                                                                    | 4937        |
| Сквер им. Павлика Морозова            | ул. Александра Щербакова от ул. Первомайской до ул. Валежной и ул. Цимлянской                                              | 48 389      |
| Сквер им. Мичурина                    | угол ул. Академика Веденеева и ул. Первомайской (участок N 1)угол ул. Первомайской и ул. Академика Веденеева (участок N 2) | 12 400      |

## Свердловский район
| Наименование объекта    | Место расположения                                                          | Площадь, м² |
| ----------------------- | --------------------------------------------------------------------------- | ----------- |
| Парк Горького           | между ул. Краснова, ул. Сибирской, ул. Революции и Комсомольским проспектом | 82 316      |
| Сквер им. М.И.Субботина | ул. Чкалова между ул. Куйбышева и ул. Героев Хасана                         | 53 107      |
| Сквер Авиаторов         | ул. Куйбышева между ул. Саранской и ул. Обвинской                           | 18 863      |
| Сквер Победителей       | ул. Академика Курчатова между ул. Гусарова и ул. Лодыгина                   | 14 934      |
| Сквер Желаний           | ул. Сибирская, 65                                                           | 3250        |

## Новые Ляды
| Наименование объекта    | Место расположения            | Площадь, м² |
| ----------------------- | ----------------------------- | ----------- |
| Сквер «Мемориал Победы» | пол. Новые Ляды, ул. Мира, 24 | 1600        |